# Aasuvälja (Rägavere)
Aasuvälja – wieś w Estonii, w prowincji Virumaa Zachodnia, w gminie Rägavere.